# キラキラ☆Sunshine
キラキラ☆Sunshine（キラキラサンシャイン）は、SUPER☆GiRLSの18枚目のシングル。2018年5月2日にiDOL Streetから発売された。

## 概要
ジャケットA（CD+Blu-ray Disc）、ジャケットB（CDのみ）、イベント会場/mu-moショップ限定のミュージック・カード（4種類）の3種6形態で発売。なお初回出荷分のジャケットA・Bは「キラキラジャケット仕様」になっている。
2018年2月16日に行われた『SUPER☆GiRLS 超絶☆定期公演』Vol.7公演で新曲として発売することを発表。田中美麗、尾澤ルナが卒業後、10名体制として最初のシングルであると同時に、志村理佳の参加する最後のシングルである。
表題曲「キラキラ☆Sunshine」は、同年4月7日放送の「SUPER☆GiRLSのスーパーラジオ!」（MBSラジオ）で初OA、同8日開催のリリースイベント初日でパフォーマンス初披露、ミュージック・ビデオは同9日配信の「スパガの超絶☆るーむ」（SHOWROOM）で解禁された。カップリング曲「旅立ちのうた」は同10日放送の「SUPER☆GiRLS宮崎理奈のナイスみやり!」（ラジオ日本）で解禁された。
「キラキラ☆Sunshine」について渡邉幸愛は「夢を追いかける人に捧げる情熱的な曲」と語っている。また、「旅立ちのうた」には卒業する志村の想いが、「キラキラ☆Sunshine」には残る9人のメンバーの想いが、それぞれ込められているという。
衣装は志村の超絶カラーである白を基調としたカラーとなって、志村がかねてから要望していたAラインスカートが採用された。また、今回浅川梨奈が帽子を着用しているが、これは浅川がSUPER☆GiRLSに加入する前からファンだった田中をイメージしている。
ミュージック・ビデオはヒルズスィーツ宇都宮ブリーズテラスで撮影された。4月14日にショートバージョンがYouTubeで配信され、5月2日にフルバージョンがApple MusicとdTVで配信された。

## 収録曲

### CD
1. キラキラ☆Sunshine [4:03]
作詞・作曲・編曲：ハマサキユウジ
2. 旅立ちのうた [4:33]
作詞：唐沢美帆、作曲・編曲：山田竜平
3. キラキラ☆Sunshine (Instrumental)
4. 旅立ちのうた (Instrumental)

### Blu-ray Disc
1. キラキラ☆Sunshine（Music Video）
2. キラキラ☆Sunshine（Music Video Making）

## 音楽配信
CDの発売日にあたる5月2日にCDに収録されている4曲(Instrumental含む)およびMVが配信開始。ハイレゾ音源は配信されなかった。

## イベント
| 日程                      | 公演名                                                                 | 会場                               | 備考 |
| ------------------------- | ---------------------------------------------------------------------- | ---------------------------------- | --- |
| 2018年 4月8日             | 発売記念 スペシャルミニライブ＋握手会 リリースイベント                 | ダイバーシティ東京プラザ           | 各日2部制（4月28日のみ1部制） ミニライブ・グループ別握手会 4月8日・14日は浅川が不参加。4月21日は宮崎・浅川が不参加。4月29日は第1部のみ長尾が不参加。           |
| 4月14日・21日             | 発売記念 スペシャルミニライブ＋握手会 リリースイベント                 | アーバンドック ららぽーと豊洲      | 各日2部制（4月28日のみ1部制） ミニライブ・グループ別握手会 4月8日・14日は浅川が不参加。4月21日は宮崎・浅川が不参加。4月29日は第1部のみ長尾が不参加。           |
| 4月28日                   | 発売記念 スペシャルミニライブ＋握手会 リリースイベント                 | イオンモール橿原                   | 各日2部制（4月28日のみ1部制） ミニライブ・グループ別握手会 4月8日・14日は浅川が不参加。4月21日は宮崎・浅川が不参加。4月29日は第1部のみ長尾が不参加。           |
| 4月29日                   | 発売記念 スペシャルミニライブ＋握手会 リリースイベント                 | OCAT                               | 各日2部制（4月28日のみ1部制） ミニライブ・グループ別握手会 4月8日・14日は浅川が不参加。4月21日は宮崎・浅川が不参加。4月29日は第1部のみ長尾が不参加。           |
| 4月30日                   | 発売記念 スペシャルミニライブ＋握手会 リリースイベント                 | あまがさきキューズモール           | 各日2部制（4月28日のみ1部制） ミニライブ・グループ別握手会 4月8日・14日は浅川が不参加。4月21日は宮崎・浅川が不参加。4月29日は第1部のみ長尾が不参加。           |
| 4月22日・5月18日・6月12日 | ネットサイン会                                                         | LINE LIVE                          | 4月22日は宮崎・浅川が不参加。6月12日は渡邉幸が不参加。 |
| 5月2日                    | 発売記念 スペシャルミニライブ＋握手会 リリースイベント（訪店イベント） | タワーレコード渋谷「CUTUP STUDIO」 | ミニライブ・グループ別握手会 |
| 5月4日・5日               | mu-moショップ／S.P.Cショップイベント                                   | サンライズビル                     | 個別握手会2部制・個別ロング握手会2部制・個別撮影会2部制・グループ撮影会1部制・個別サイン会1部制・個別ゲーム対決6部制 mu-moショップでの参加券付き商品購入者対象 |
| 6月23日                   | 2ショット撮影会 & 志村理佳個別握手会 & ゲーム会                        | サンライズビル                     | 個別撮影会2部制・個別握手会2部制(志村のみ)・個別ゲーム対決2部制。                                                                                              |

「森永乳業 presents SUPER☆GiRLS LIVE TOUR 2018」の会場でもミュージックカード購入者対象の2ショット撮影会&グループ握手会が開催されることとなった。東京のみライブの前日にスペシャルイベントとして2ショット撮影会と志村理佳の個別握手会が行われる。
※他、各イベントにおいて予約購入者対象の握手会も開催。